# Porin Awards

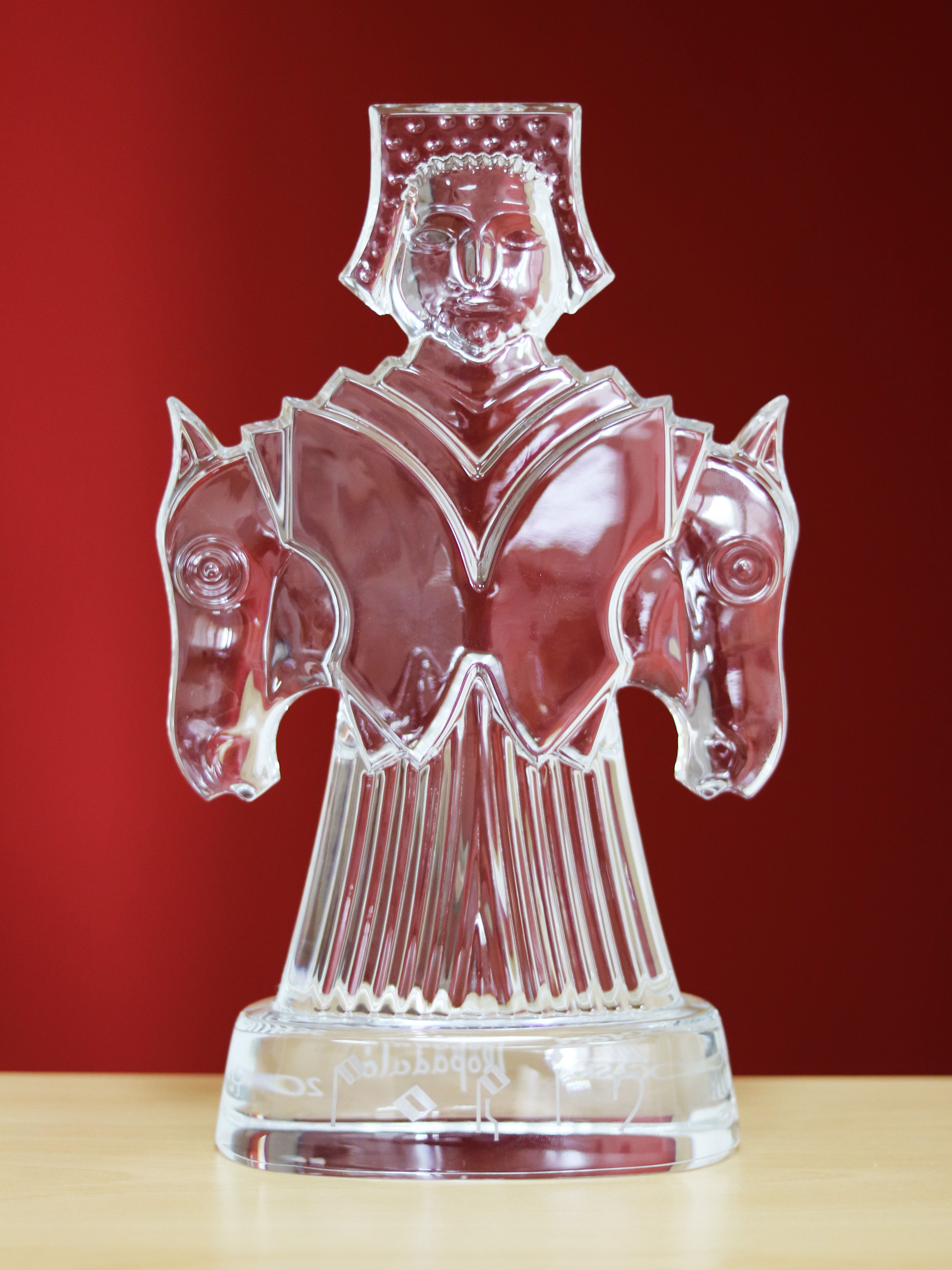
Estatueta do prêmio Porin.

Porin Awards é um prêmio croata de música fundado pela Croatian Phonographic Association, Croatian Musicians Union, Croatian Radiotelevision e Croatian Composers' Society.